# 大分第一ホーバードライブ
大分第一ホーバードライブ株式会社（おおいただいいちホーバードライブ）は、大分県大分市に本社を置き、同市の大分港と国東市の大分空港の間をホーバークラフト（エアクッション艇）で運航する旅客航路を運営する海運会社である。第一交通産業グループに属する。
本項目では、当社が運航する航路についても記述する。

## 解説

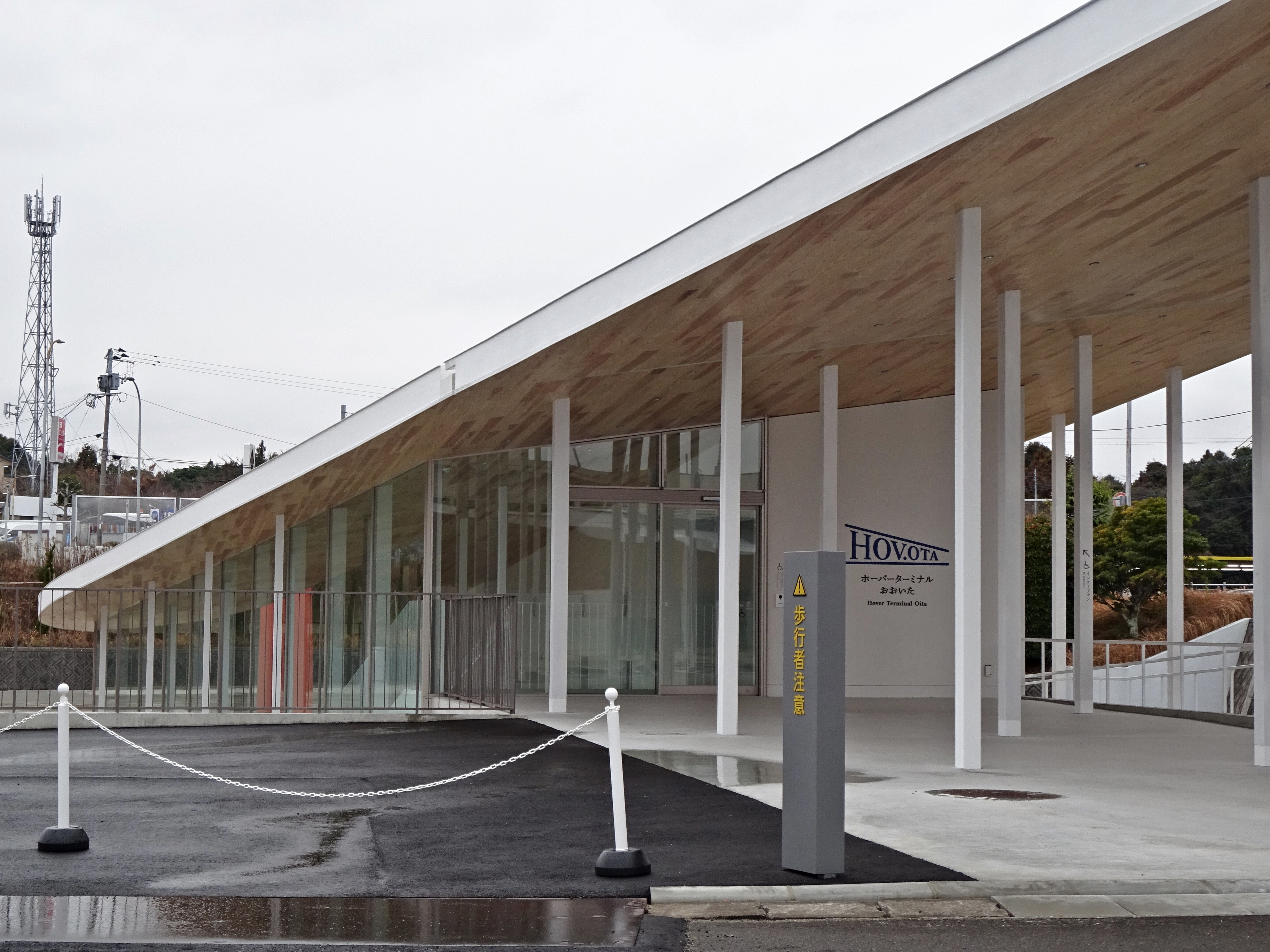
大分空港ホーバーターミナル

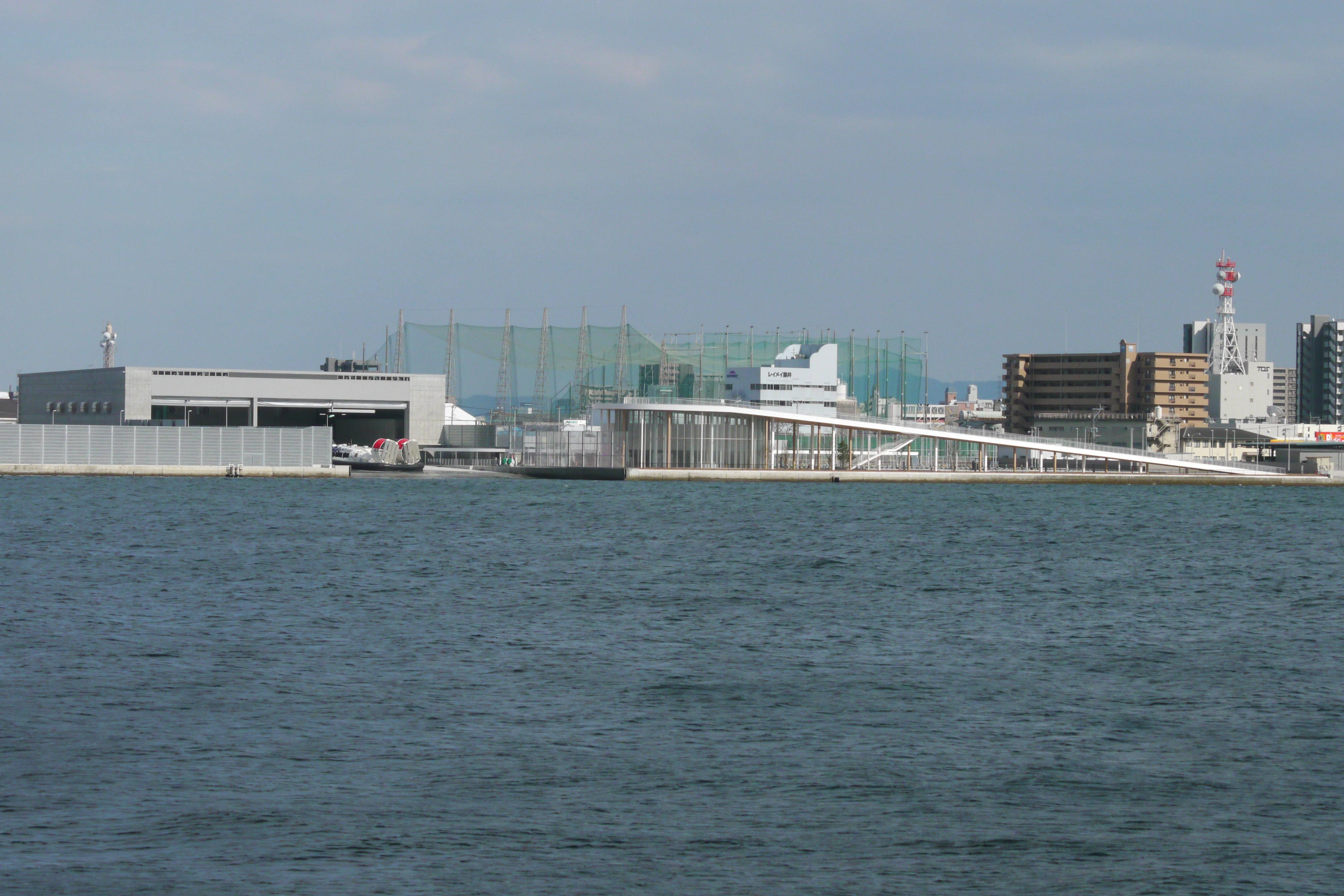
ホーバーターミナルおおいた全体図 左が艇庫

大分市内と大分空港の間を結ぶ航路としては、かつて1971年 - 2009年の間大分ホーバーフェリーが運航されていたが、道路網の整備、リーマン・ショックによる航空機利用者・旅行者数の低下、造船会社の部品供給終了に伴い廃止された。しかし、大分市内と大分空港を結ぶバス路線は約1時間ほどかかるうえ、朝夕の渋滞などの問題、高速道路の通行止めリスクなど陸路だけに頼る限界もあり、より短い時間で両者を結ぶ交通機関の必要性が唱えられていた。鉄道・バスなど陸路での輸送の場合別府湾を迂回する関係で時間短縮に限界があるため、大分県では海上をショートカットする航路を当初より志向しており、大分空港海上アクセス研究会を設立。その中で高速船利用2案とホーバークラフトの計3案を比較検討し、最終的にホーバークラフトによる航路を復活させることとなった。
高速船と比べ、ホーバークラフトには「導入経費が安い」「導入までの期間が短い」などのメリットがあるとされたが、それでも新たな船体の導入や施設整備などで約80 - 90億円程度の初期投資が必要になると見られたことから、大分県ではそれら初期投資を県が負担した上で、運営は民間に委託する上下分離方式を導入することとした。船体は、大分県の一般競争入札公示に対し、イギリスのグリフォン・ホバーワークが落札し製造した。
大分市側のターミナルは大分港西大分地区（西大分駅から約1.5 km）に新設された。一方で大分空港側は、ターミナルの建物は新設したものの、海からのS字航走路を含む発着設備は旧大分ホーバーフェリー時代のものを再利用する。
当初は2024年3月に大分市 - 大分空港間の運航開始を目指していたが、操縦訓練中に事故が相次いだことや天候不良による訓練の中断などのため、予定よりも遅れて2025年7月の就航となった。大分市 - 大分空港就航時の運航ダイヤは、2024年7月に公表していた1日15便（7往復半）から7便減った1日8便（4往復）となった。夜間運航開始に向けた訓練時間の確保が理由の一つとされている。
空港航路就航に先立つ2024年11月より、乗務員の習熟を兼ねた別府湾内周遊コースの運航が開始された。当社では、空港航路の黒字化は困難であると予測しており、周遊事業の収益で補填する形を見込んでいる。

## 使用艇
新規に建造されたグリフォン・ホバーワーク製12000TD型（全長25.6 m、約80人乗り）3隻を使用する。購入額は3隻合計で41億6000万円。
イギリスのワイト島航路に就航している同型艇（標準型12000TD）からは設計変更が加えられており、胴体が約2 m延長されている。これにより客室部の側面窓が3枚から4枚に増えたほか、屋上の空調ユニットが2基増設され6基となっている。艇体延長に伴い重量が増加した一方でエンジンは同一仕様のため、一部部品の軽量化やリフトファンと推進プロペラへのエンジン出力分配比の変更が行われている。また、標準型艇の屋根上に当初装備されていた丸型ファン形式のサイドスラスター（2023年現在撤去済み）に代わりスカート内の圧縮空気を噴出する形式のスリット型サイドスラスター（グリフォン社では「パフポート」(Puff port) と呼称している）をスカート上部に設置しているほか、船室前方左右の搭乗口のうち左側がステップからスロープに変更されたため左右ともにスロープとなっているなど、外観上の差異が多く見られる。
船内にトイレは設置されていない。大分市 - 大分空港間の運航時間が約35分であり、船舶安全法に基づく九州運輸局の内規上、トイレの設置義務はないが、乗客からはトイレ設置の要望が出ている。
3隻の船名は、公募によりそれぞれ「Baien」「Banri」「Tanso」と命名された。それぞれ由来となった三浦梅園（国東市）、帆足万里（日出町）、広瀬淡窓（日田市）は「豊後の三賢」と称され、江戸時代に、西洋の天文学や医学、儒学など広く学問の研究や普及に取組んだ教育者である。

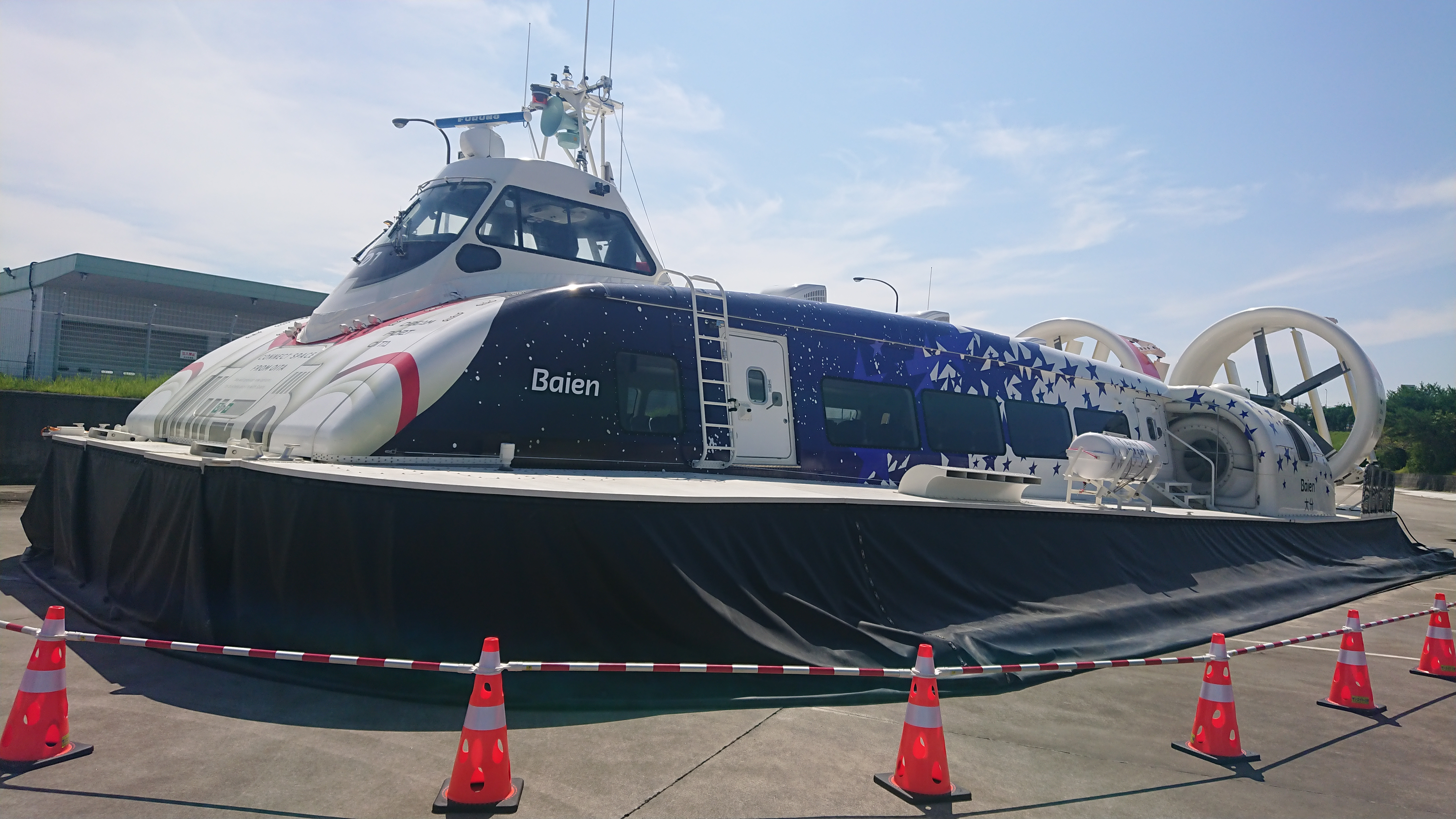
1番船 Baien
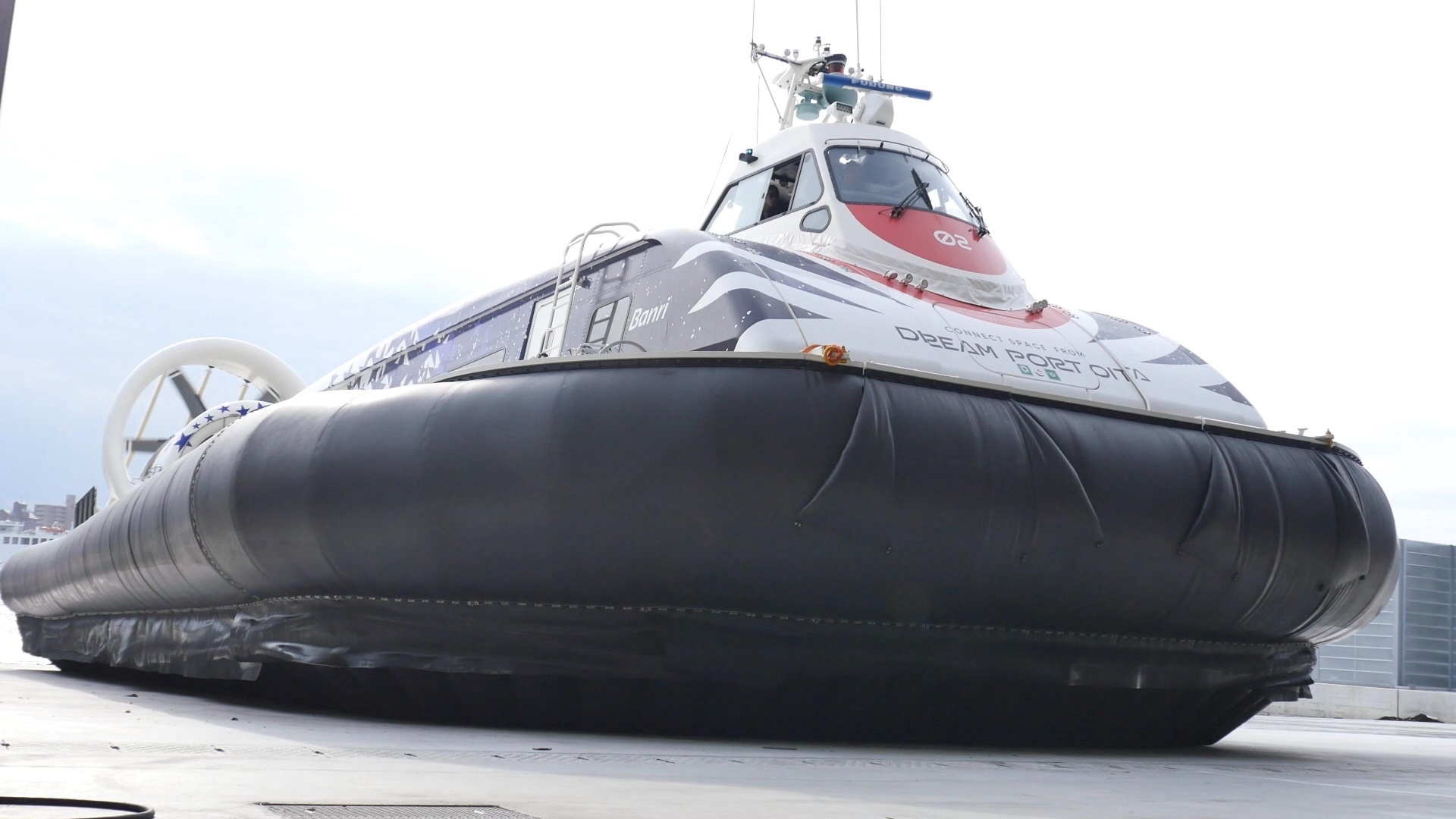
2番船 Banri
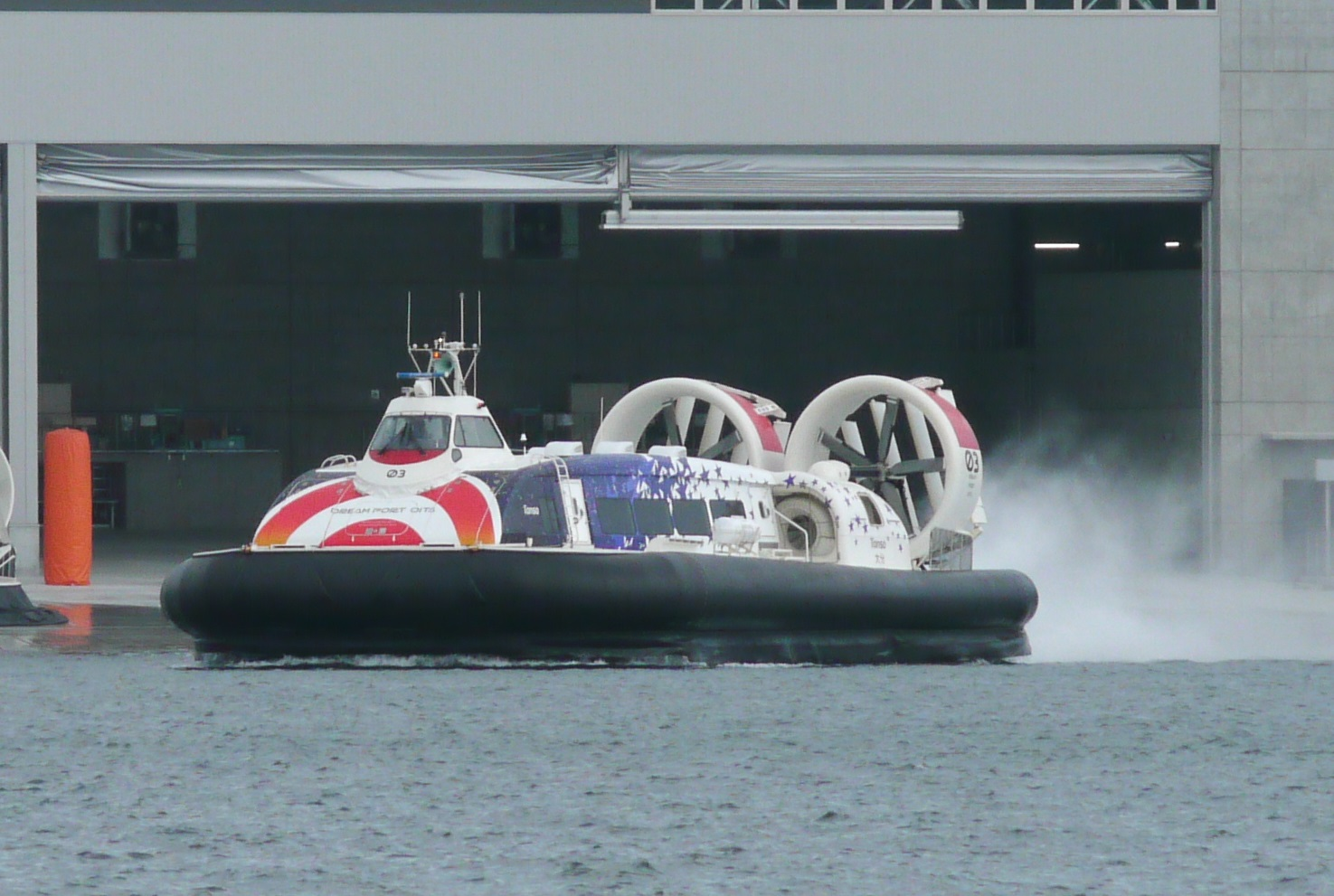
3番船 Tanso

## 運航概要
乗船券は専用アプリ経由またはLINEで友だち登録することで予約が可能である。運賃は予約してネット上で決済する場合と窓口で直接購入する場合とで異なり、ネット決済のほうが割安になっている。
大分駅と西大分ターミナルの間で、無料シャトルバスがホーバークラフトの発着時刻に合わせて運行されている。大分空港航路就航から3か月間（2025年10月25日まで）の実証運行。

### 空港アクセス
大分港（西大分ターミナル）と大分空港の間を約35分で結んでいる。西大分ターミナル発・大分空港発ともに1日4便ずつ（計8便）の運航。2025年時点で、ホーバークラフトによる定期旅客航路は世界でも前述のワイト島と本航路の2例しか存在しない。

### 別府湾周遊
西大分ターミナル発着で、土日祝日のみ1日1便運航。所要時間は約30分。

## 年表
- 2019年（令和元年）
  - 7月5日：大分県が「大分空港海上交通アクセス船舶導入に係る検討業務」のプロポーザルを実施[15]。
  - 7月11日：大分県が「海上交通事業に関する調査業務」のプロポーザルを実施[16]。
  - 8月1日：三井E&S造船が「大分空港海上交通アクセス船舶導入に係る検討業務」の事業者に選ばれる[17]。
  - 8月9日：PwCコンサルティングが「海上交通事業に関する調査業務」の事業者に選ばれる[18]。
- 2020年（令和2年）
  - 3月4日：大分県が上下分離方式によりホーバークラフトによる航路を開設する方針を表明。
  - 10月16日：運航委託先として第一交通産業を選定[19]。
- 2021年（令和3年）
  - 8月12日：グリフォン・ホバーワークと新造船の仮契約を締結[2]。
- 2022年（令和4年）
  - 10月19日：運航事業者の大分第一ホーバードライブ株式会社設立[20]。
  - 10月22日：ホーバークラフトの船名の募集を開始[21]。
  - 10月28日：ホーバークラフトの船体デザインが決定[22]。
- 2023年（令和5年）
  - 2月7日：3隻の船名が公募によりそれぞれ「Baien」「Banri」「Tanso」と決定。応募数は計2507点[10]。
  - 4月：「Baien」に搭載する浮上用ファンの動作確認試験の際、4基のファンのうち1基が試験台への固定が甘かったために飛び上がり破損。ファンは特注の部品で製造し直す必要があるため、「Baien」が2か月、「Banri」が1か月、それぞれ納入が遅れる見通しとなる[23]。
  - 5月9日：ホーバーターミナルの名称を「ホーバーターミナルおおいた」、通称を「HOV.OTA」（ホボッタ）と命名し、シンボルマークも決定[24]。
  - 6月16日：「Baien」が竣工[25][26]。
  - 8月24日：「Baien」が大分港に到着[27]。
  - 8月25日：「Baien」が国の臨時航行検査を受け、その後保管場所の空港側ターミナル付近に回航[27]。
  - 9月7日：「Baien」が最終船舶検査に合格[28]。
  - 11月8日：午前7時頃、大分空港斜路口にて「Baien」による訓練中、斜路に設置されているガードレールに衝突する自損事故が発生。船体後部のスカート、ラダー、リフトファンの支柱を破損[29]し修理が必要となり、「Baien」はしばらく運用除外となる。また、同日に2番船「Banri」が大分へ到着し、同日午後に西大分の艇庫に格納[30]。
- 2024年（令和6年）
  - 2月10日：事故後そのまま置かれていた「Baien」の仮修理が、「Tanso」の到着に合わせてイギリスから到着したスタッフによって開始[31]。
  - 2月15日：「Tanso」が大分港住吉泊地（5号地）に到着、西大分艇庫へ回航[32]。
  - 3月14日：空港基地で応急修理を済ませた「Baien」が本格修理のために西大分の艇庫へ移動。8月末まで修理実施[33]。
  - 3月21日：「Banri」が空港内の航走路のフェンスに衝突する自損事故が発生。船体には問題がなかったため、「Banri」は自力で西大分の基地に帰還[34]。
  - 11月30日：大分空港航路運航開始に先駆けて、別府湾周遊便の営業運航を開始。乗務員の習熟運航を兼ねたもので、土日限定で1日4便の運航[5]。
- 2025年（令和7年）
  - 6月23日：大分市と大分空港を結ぶ定期航路の就航について、大分第一ホーバードライブ株式会社が国土交通省九州運輸局からの安全確認検査に合格[35]。
  - 7月26日：大分市と大分空港を結ぶ定期運航を開始[36]。